# Rukshana Kapali
Rukshana Kapali (nevari: रुक्शना कपाली)  (Patan, 1999) es una activista nevari que vive en Nepal. Kapali hace campañas por los derechos de las personas intersexuales y LGBT y la protección de la cultura y la lengua del pueblo Newar. En noviembre de 2023, la Corte Suprema de Nepal se posicionó a favor de que pudiera cambiar su género a uno diferente a un tercer género. El suyo es el primer caso de estas características en Nepal.

## Biografía
Rukshana Kapali nació en 1999 en Patán, Nepal. Su familia es nevarí, y se crio hablando el idioma nevarí en su hogar en lugar del nepalí. A Kapali se le asignó el género masculino al nacer y mientras iba a la escuela, cambió su género por el femenino. Tuvo dificultades para registrarse para los exámenes de su licenciatura en Lingüística y Sociología en el Tri-Chandra Multiple Campus en Katmandú debido a su cambio de nombre, y esto la llevó a convertirse en activista por los derechos humanos y transgénero.
Desde un enfoque interseccional, Kapali hizo campaña tanto sobre temas relacionados con la intersexualidad y el colectivo LGBT, como su preocupación por la protección de la cultura y la lengua del pueblo Newar. Fundó el Queer Youth Group junto a otras personas del valle de Katmandú. Tiene un blog sobre activismo en el que escribe sobre personas de orientación sexual, identidad de género, expresión de género y características sexuales marginadas. Sus protestas han sido cubiertas por medios de comunicación como The Kathmandu Post.
En 2021, Kapali acudió a la Corte Suprema de Nepal para reivindicar su derecho a identificarse como mujer en lugar de tercer género, tal y como le habían obligado las autoridades. En noviembre de 2023, el tribunal le dio la razón a Kapali y posteriormente publicó la sentencia escrita. Aunque ya habían tenido lugar juicios similares para personas de género no binario,es la primera vez que alguien consigue una sentencia a favor de identificarse como mujer transgénero.
También en noviembre de 2023, Kapali apareció en la lista de 100 mujeres de la BBC, junto a Amal Clooney y Michelle Obama.